# Kovářská
Kovářská är en köping i Tjeckien.   Den ligger i distriktet Okres Chomutov och regionen Ústí nad Labem, i den nordvästra delen av landet, 100 km väster om huvudstaden Prag. Kovářská ligger 815 meter över havet och antalet invånare är 1 320.
Terrängen runt Kovářská är huvudsakligen kuperad, men den allra närmaste omgivningen är platt. Terrängen runt Kovářská sluttar österut. Runt Kovářská är det ganska glesbefolkat, med 47 invånare per kvadratkilometer. Närmaste större samhälle är Klášterec nad Ohří, 10,7 km sydost om Kovářská. I omgivningarna runt Kovářská växer i huvudsak blandskog.